# Неприятности с Гарри
«Неприятности с Гарри» (англ. The Trouble with Harry) — кинофильм Альфреда Хичкока, вышедший на экраны в 1955 году. Премьерный показ фильма прошёл в городе Барре 27 сентября 1955 года.

## Сюжет
События фильма разворачиваются вокруг трупа некоего Гарри Уорпа, найденного в лесу. Сразу у нескольких жителей соседнего посёлка есть основания считать себя виновником смерти Гарри. Это приводит к тому, что герои не могут решиться, что сделать с трупом: сообщить о нём полиции или тайно похоронить.

## В ролях
- Эдмунд Гвенн — капитан Альберт Уайлс
- Джон Форсайт — Сэм Марлоу
- Милдред Нэтвик — мисс Айви Грэйвли
- Ширли Маклейн — Дженнифер Роджерс
- Милдред Даннок — миссис Уиггс
- Джерри Мэтерс — Арни Роджерс
- Ройал Дэно — шериф Кэлвин Уиггс
- Паркер Феннелли — миллионер
- Барри Маколлум — бродяга
- Дуайт Марфилд — доктор Гринбоу

## Награды и номинации
| Премия                            | Категория                    | Номинант       | Результат |
| --------------------------------- | ---------------------------- | -------------- | --------- |
| «Золотой глобус»                  | Самая многообещающая актриса | Ширли Маклейн  | Победа    |
| BAFTA                             | Лучший фильм                 |                | Номинация |
| BAFTA                             | Лучшая иностранная актриса   | Ширли Маклейн  | Номинация |
| Премия Гильдии режиссёров Америки | Лучший режиссёр              | Альфред Хичкок | Номинация |